# Pierre Cambronne
(Pierre Cambronne a Waterloo)
Pierre Jacques Étienne, visconte di Cambronne (Saint-Sébastien-sur-Loire, 26 dicembre 1770 – Nantes, 29 gennaio 1842) è stato un generale francese.

## Biografia
Era il figlio di Pierre Charles Cambronne (1738-1784), commerciante di Nantes, e di Françoise-Adélaïde Druon, figlia di Charles Druon, avvocato e consigliere del re.
Cominciò la sua carriera militare durante la rivoluzione francese, quando si arruolò volontario nei granatieri dell'esercito repubblicano, e la proseguì durante il Consolato e l'Impero. Ebbe più volte modo di distinguersi nei fatti d'arme e fu ferito varie volte. Napoleone, per il suo valore, lo promosse generale di brigata, lo fregiò della Legion d'onore e lo fece barone dell'Impero. Durante la campagna militare francese del 1814 fu ferito, ma riprese servizio al più presto, assumendo la difesa di Parigi; poi, sempre nel 1814, gli fu assegnato il comando militare dell'isola d'Elba.
Fu promosso Pari di Francia durante i Cento Giorni e si distinse durante la battaglia di Waterloo del 1815. Alla fine dello scontro, quando un generale inglese volle imporre la resa a lui e agli ultimi resistenti, sembra che abbia pronunciato in risposta il celebre insulto Merde!. Secondo fonti più autorevoli la vera frase gridata dal giovane comandante fu: «La guardia muore, ma non si arrende!» Cambronne fu ferito, ma sopravvisse e venne assolto da un consiglio di guerra istituito dopo la restaurazione dei Borbone di Francia; gli venne in seguito assegnato il comando della piazza di Lilla dal 1820 al 1822.
Morì nel 1842 e ricevette sepoltura nel Cimitero della Misericordia a Nantes.

## La famosa parola di Cambronne

### La parola di Cambronne fu pronunciata?
La realtà storica del fatto d'armi di Waterloo, che coinvolse Cambronne, è stata anch'essa oggetto di discussione storiografica. Una testimonianza a favore è data da un reduce francese del conflitto, Antoine Deleau, che all'epoca dei fatti aveva 25 anni e militava nel 2º Reggimento Cacciatori Appiedati, comandato da Cambronne. Il soldato affermò di avere assistito all'evento poiché in quel frangente era a non più di due metri dal generale Cambronne.
I generali inglesi intimarono la resa al grido «Granatieri, arrendetevi!» e Cambronne, con i suoi disposti in quadrato, rispose «La guardia muore, ma non si arrende». Gli inglesi spararono e i francesi sotto il fuoco nemico prima ruppero le righe, ma poi ricostituirono il quadrato. Allora gli inglesi dissero «Granatieri, arrendetevi, sarete trattati come i soldati più valorosi del mondo!», ma Cambronne di nuovo rispose «La guardia muore, ma non si arrende» e i francesi a quadrato aprirono il fuoco. Allora furono tutti i soldati inglesi, non solo i generali, a implorare «Granatieri, arrendetevi, arrendetevi!».
A quel punto Cambronne, spazientito, avrebbe gridato la celebre parolaccia (Merde!, ovviamente in francese). Gli inglesi riaprirono il fuoco, massacrarono i francesi e colpirono al colbacco Deleau, che svenne. La testimonianza succitata va accolta comunque con molta cautela, poiché comparve nel 1862, dopo la prima edizione de I miserabili di Hugo.
Il capitolo XV dell'opera è proprio dedicato a Cambronne:
Colui che ha vinto la battaglia di Waterloo non è Napoleone sconfitto, non è Wellington, che alle quattro ripiega e alle cinque si dispera, non è Blücher, che non ha proprio combattuto; colui che ha vinto la battaglia di Waterloo è Cambronne. Poiché fulminare con una tale parola il nemico che vi annienta, vuol dire vincere.
Dare questa risposta alla catastrofe, dire questo al destino, dare questa base al futuro leone, gettar questa ultima battuta in faccia alla pioggia della notte, al muro traditore d'Hougomont, alla strada incassata d'Ohain, al ritardo di Grouchy e all'arrivo di Blücher.
Portare l'ironia nel sepolcro, fare in modo di restar levato sulle punte dopo che si sarà caduti, annegare in due sillabe la coalizione europea, offrire ai re le già note latrine dei cesari, fare dell'ultima delle parole la prima, mescolandovi lo splendore della Francia, chiudere insolentemente Waterloo col martedì grasso, completare Leonida con Rabelais, riassumere questa vittoria in una parola impossibile da ripetere, perdere il campo e conquistare la leggenda, aver dalla sua, dopo quel macello, la maggioranza, è una cosa che raggiunge la grandezza di Eschilo.

La parola di Cambronne fa l'effetto d'una frattura: la frattura di un petto per lo sdegno, l'irruzione dell'agonia che esplode!»

### La parola di Cambronne non fu pronunciata?
Esistono, da parte inglese, critiche all'episodio, incentrate, peraltro, sul modo in cui Cambronne fu catturato a Waterloo. Disposta la sua truppa in quadrato per l'ultima resistenza, egli si sarebbe messo a capo dei suoi, ma un temerario soldato, che a Waterloo militava nella legione tedesca, galoppò con il suo destriero irlandese fino al quadrato francese e catturò letteralmente al volo il troppo avventato, a suo dire, Cambronne.
Il francese fu stupito della mossa e disse solo: «Se sei un ufficiale... se sei un ufficiale, ecco la mia spada» in segno di resa. Costui era il colonnello Hugh Halkett, che sul campo quel giorno comandava le truppe dislocate dall'Hannover. La testimonianza fu confermata anche dal reverendo William Leeke, che aveva allora 17 anni e a Waterloo prestava servizio come portabandiera del 52º Battaglione di fanteria leggera dell'Oxfordshire.
Questa versione dei fatti è contestata e ritenuta completamente inattendibile dallo storico francese Henry Houssaye, che afferma al contrario che Cambronne venne catturato incosciente sul campo di battaglia, dopo essere stato gravemente ferito al viso ed essere caduto da cavallo; egli ritiene quindi impossibile che il generale fatto prigioniero secondo il racconto del colonnello Hackett fosse Cambronne.
Per parte inglese si è dubitato dell'attribuzione della paternità del turpiloquio a Cambronne e la frase «La guardia muore, ma non si arrende» fu attribuita dagli stessi inglesi al generale Claude-Étienne Michel, che a Waterloo trovò la morte. L'aiutante di campo di Napoleone, il generale Henri Gatien Conte di Bertrand, di ritorno da Sant'Elena dove seguì l'imperatore in esilio, regalò alla vedova di Michel una pietra staccata dalla tomba dell'imperatore su cui era incisa in francese la frase «Alla Baronessa Michel, vedova del generale Michel, ucciso a Waterloo, dove egli rispose alle intimazioni del nemico con le sublimi parole: "La guardia muore, ma non si arrende"».
Gli eredi del generale Michel si rivolsero anche al Consiglio di Stato francese per sancire l'attribuzione della frase a Michel, ma il procedimento si concluse senza esito.

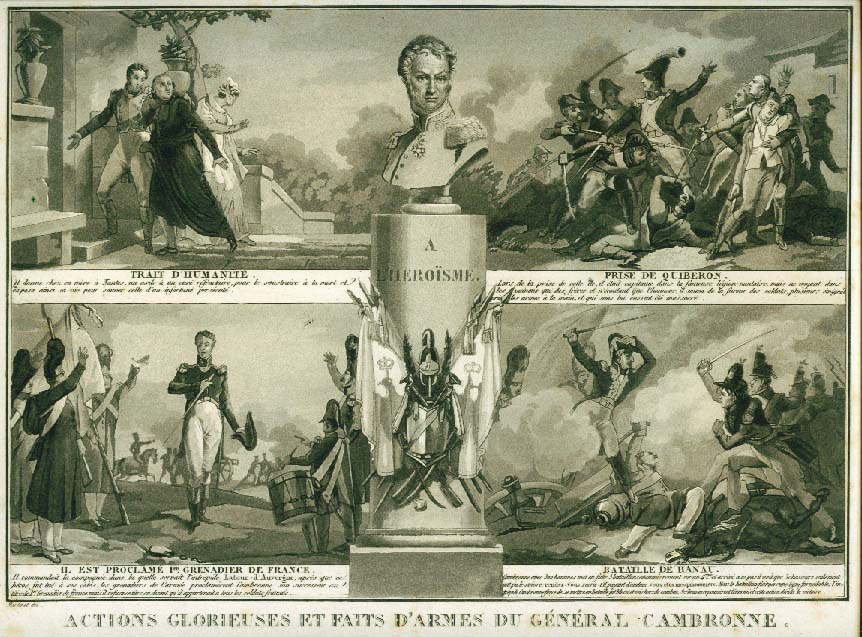
Una popolare immagine del 1820 che illustra le imprese del generale Cambronne.

### La parola a Cambronne
Va sottolineato che Cambronne in vita non ammise mai, né in pubblico né in privato, la totale paternità dell'insulto: era stato fatto visconte da Luigi XVIII, che gli aveva anche conferito l'onorificenza di Cavaliere di San Luigi nel 1819, e aveva sposato una lady inglese.
Un fatto come quello di Waterloo non lo avrebbe certo messo in una luce positiva ed egli stesso dovette giurare alla moglie di non aver mai pronunciato quell'insulto in quella circostanza. L'episodio sarebbe nato dalla fantasia dei giornalisti francesi che riportarono nei giorni seguenti la disfatta la cronaca della battaglia.
La moglie, Mary Osburn, scozzese di origine, era una donna nota all'epoca per la rigida tempra morale e una volta portò come suo contributo a un'esposizione di oggetti napoleonici organizzata dal comune di Nantes un orologio. Lo regalò al marito il giorno in cui egli le giurò di non avere mai pronunciato a Waterloo la famosa parola.
Nonostante questo, durante un banchetto organizzato nel 1830 in suo onore, Cambronne ebbe modo di dire ad alcuni commensali: «No, non ho detto "La guardia muore, ma non si arrende", ma, intimatomi di deporre le armi, ho risposto con alcune parole meno brillanti, certo, ma di una naturale energia».